# 萱野茂
萱野茂（日语：／ Kayano Shigeru，1926年6月15日—2006年5月6日），日本阿伊努人，参议员，阿伊努语学者，阿伊努民族运动的领袖人物。

## 生平
萱野茂生于北海道沙流郡平取町二風谷，幼年自祖母处习得阿伊努文化。
1975年，当选平取町町议会议员。1994年8月，当选参议员，成为第一个进入日本国会的阿伊努人议员。在国会任上，萱野茂经常就阿伊努问题发言。
2006年因肺炎病逝于札幌市的一所医院。